# Baladeh
Baladeh (persiska: بلده) är en ort i Iran.   Den ligger i provinsen Mazandaran, i den norra delen av landet, 70 km nordost om huvudstaden Teheran. Baladeh ligger 2 039 meter över havet och antalet invånare är 1 134.
Terrängen runt Baladeh är kuperad söderut, men norrut är den bergig. Baladeh ligger nere i en dal. Runt Baladeh är det ganska glesbefolkat, med 39 invånare per kvadratkilometer. Baladeh är det största samhället i trakten. Trakten runt Baladeh består i huvudsak av gräsmarker.